# Вербівський Степан Павлович
Степан Павлович Вербівський (1907, село Угринів, Австро-Угорщина, тепер Шептицького району Львівської області — листопад 1987, місто Дрогобич Львівської області) — радянський діяч, педагог, завідувач Дрогобицького обласного та міського відділів народної освіти. Заслужений вчитель школи Української РСР.

## Життєпис
Народився в селянській родині. Закінчив гімназію.
У 1927—1935 роках — студент географічного факультету Краківського університету. Одночасно заочно, а потім на стаціонарі навчався в Львівській економічно-торговельній школі.
З 1935 року — на педагогічній роботі.
У квітні 1950 — 22 вересня 1953 року — заступник завідувача Дрогобицького обласного відділу народної освіти.
Член ВКП(б) з 1951 року.
У 1952 році заочно закінчив факультативний курс із психології при Львівському державному педагогічному інституті. У 1953 році закінчив Дрогобицький вечірній університет марксизму-ленінізму.
22 вересня 1953 — травень 1959 року — завідувач Дрогобицького обласного відділу народної освіти.
У травні 1959 — березні 1969 року — завідувач Дрогобицького міського відділу народної освіти.
До листопада 1987 року — завідувач Дрогобицького міського Будинку вчителя (працівників освіти). Персональний пенсіонер республіканського значення.
Помер на початку листопада 1987 року в місті Дрогобичі.

## Родина
Дочка — Оксана Вербівська (Винницька). Зять — Винницький Василь Михайлович.

## Почесні звання
- Заслужений вчитель школи Української РСР (6.11.1964)